# ВМЗ-6215
ВМЗ-6215 — российский сочленённый высокопольный троллейбус большой вместимости для внутригородских пассажирских перевозок, производившийся с 2003 по 2008 годы ограниченной серией на Вологодским механическом заводе.
Модель троллейбуса используется в нескольких городах России.

## Описание
Трехосный сочленённый высокопольный троллейбус, разработанный заводом в Вологде. Он представляет собой сочленённую версию модели ВМЗ-5298.
Борта троллейбуса обшиты цельнотянутым оцинкованным стальным листом. Двери троллейбуса двухстворчатые. Створки дверей и подножки выполнены из стеклопластика. В передней двери одна створка предназначена для входа и выхода пассажиров, вторая - для входа и выхода водителя.
Система управления электроприводом троллейбуса электронная на силовых IGBT модулях обеспечивает безреостатный пуск и разгон, рекуперацию электроэнергии торможения в сеть, тяговый электродвигатель - асинхронный.
Приводы открывания дверей пневматические.
Тяговый двигатель в базе между первым и вторым мостами.

## Эксплуатирующие города
Модель троллейбуса ВМЗ-6215 можно встретить в нескольких городах России:
| Страна | Город           | Эксплуатирующая организация            | Модификация | Количество                    |
| Россия | Братск          | МП «Братское троллейбусное управление» | ВМЗ-6215    | 2 единицы(не эксплуатируются) |
| Россия | Санкт-Петербург | ГУП «Горэлектротранс»                  | ВМЗ-6215    | 1 единица(находится в музее)  |